# Людольф (герцог Саксонии)
Людольф (Лиудольф; нем. Liudolf; ок. 805 — 11/12 марта 866) — граф в Восточной Саксонии с ок. 840 года, родоначальник династии Людольфингов.

## Биография

### Происхождение
По легенде, Людольф был потомком саксонского вождя времён походов Карла Великого Бруно Энгернского, отделившегося с энграми и остфалами от язычников саксов. Однако достоверно проследить происхождение этого рода не представляется возможным. Вероятно, представители семьи Людольфа занимали в Саксонии высокие должности при правлении Каролингов. Отцом Людольфа считается маркграф Бруно Младший. По поводу матери Людольфа источники разнятся: по одной версии его матерью была Гизела фон Верле, по другой — Адилла, дочь саксонского графа Экберта и святой Иды Герцфельдской.

### Правление
Родовые владения Людольфа располагались в Восточной Саксонии (Остфалии), где он был графом примерно с 840 года. В 852 году Людольф вместе с женой Одой, дочерью саксонского графа Биллунга, и епископом Хильдесхайма Альтфридом основал женский бенедиктинский монастырь в Брунсхаузене, который в 856 году был переведён в Гандерсхайм. Первой аббатисой монастыря стала дочь Людольфа, Хатумода, а после её смерти аббатисами последовательно были другие дочери Людольфа — Герберга и Кристина.
Поскольку король Восточно-Франкского королевства Людовик II Немецкий женил своего сына Людовика Младшего на Лиутгарде, дочери Людольфа, историки предполагают, что сам Людольф занимал заметное положение при королевском дворе. Поздние источники часто называют Людольфа герцогом Саксонии, однако никакие современные Людольфу источники не упоминают его с этим титулом. Впервые титулом герцога был наделён его старший сын и наследник Бруно.
Людольф умер 11 или 12 марта 866 года и был похоронен в Брунсхаузене. Наследовал ему старший сын Бруно.

### Семья
Жена: Ода (ум. 17 мая 913), дочь графа Биллунга и Эды. Дети:
- Бруно (ум. 2 февраля 880), герцог Саксонии
- Оттон I Светлейший (ок. 836 — 30 ноября 912), герцог Саксонии с 880, маркграф Сорбской марки и герцог Тюрингии с 908
- Танкмар (ум. после 879), аббат Корвея в 877—879
- Лиутгарда (ок. 845 — 17/30 ноября 885); муж: ранее 29 ноября 874 Людовик III Младший (835 — 20 января 882), король Аквитании 852—855, король Саксонии с 865, король Баварии с 880, король Лотарингии с 876
- Энда; муж: Лотарь (I) (ум. 2 февраля 880) — граф (Штаде?)
- Хатумода (840 — 29 сентября 874), 1-я аббатиса Гандерсхайма с 852
- Герберга (ум. 4 сентября 896/897), 2-я аббатиса Гандерсхайма с 874
- Кристина (ум. 1 апреля 919/920), 3-я аббатиса Гандерсхайма с 896/897
- дочь (ум. в младенчестве)
- сын (ум. в младенчестве)
- сын (ум. в младенчестве)
- сын (ум. в младенчестве)